# The Thin Ice
„The Thin Ice” – utwór muzyczny brytyjskiego zespołu rockowego Pink Floyd. Pochodzi z wydanej w 1979 roku rock opery/concept albumu The Wall, i – jak większość utworów z tej płyty – napisany został przez ówczesnego lidera grupy, Rogera Watersa.

## Kompozycja
„The Thin Ice” zaczyna się płaczem dziecka będącym łącznikiem z „In the Flesh?”. Pierwszą zwrotkę zaczynającą się od słów: Mama loves her baby i refren Ooh babe, ooh, baby blue śpiewa David Gilmour. Drugą zwrotkę śpiewa Roger Waters.
Utwór ten kończy się solówką gitarową Davida Gilmoura, która jest łącznikiem z „,Another Brick in the Wall, Part 1”.

## Fabuła
Jak wszystkie utwory na płycie, „The Thin Ice” przedstawia część historii jej głównego bohatera, gwiazdora rockowego imieniem Pink. Jest to początek jego historii będącej retrospekcją jego życia. Pink jest przedstawiany najpierw jako niemowlę a potem jako młode dziecko. Utwór ten kończy się w momencie, gdy Pink dorasta i dowiaduje się o śmierci swego ojca.

## Wersja filmowa
W filmie Alana Parkera „Pink Floyd The Wall” widać rannych żołnierzy bitwy pod Anzio a potem Pinka leżącego w hotelowym basenie. Pink najpierw jest widoczny w basenie z wodą, chwilę później w basenie z krwi (jest to uchwycone raz jeszcze w utworze „Don't Leave Me Now”, gdzie widać lewą rękę Pinka w kałuży krwi).
Wersja filmowa posiada odrobinę dłuższe fortepianowe intro przed wejściem wokalu Gilmoura.

## Wykonawcy
- David Gilmour – wokal (pierwsza zwrotka), gitara
- Nick Mason – perkusja
- Roger Waters – wokal (druga zwrotka), gitara basowa
- Richard Wright – fortepian